# Vidrio flint

Un doblete acromático, donde se combinan vidrio crown y vidrio flint.

El vidrio flint es un tipo de vidrio óptico con un relativamente alto índice de refracción y con un bajo número de Abbe (dispersión alta). Está arbitrariamente definido por un número de Abbe comprendido entre 55 y 50, o incluso menos. Habitualmente presenta índices refractivos que varían entre 1,45 y 2,00. Una lente cóncava de vidrio flint generalmente se combina con una lente convexa de vidrio crown para producir una lente con un doblete acromático (ver: lente acromática) gracias a la compensación de sus propiedades ópticas, reduciendo la aberración cromática (defectos de color de la lente).
Con respecto al vidrio, la denominación flint deriva de los nódulos de sílex (encontrados en los depósitos de yeso del sureste de Inglaterra) utilizados como fuente de sílice de alta pureza por George Ravenscroft hacia 1662 para producir un vidrio a base de potasio y plomo, precursor del vidrio de plomo inglés.
Tradicionalmente, los vidrios flint eran vidrios de plomo conteniendo alrededor de entre el 4–60% de óxido de plomo (II); la fabricación y la eliminación de estos vidrios era una fuente de contaminación. En muchos vidrios flint modernos, los  óxidos de plomo son reemplazados con otros óxidos metálicos como el dióxido de titanio y el dióxido de circonio sin alterar significativamente las propiedades ópticas del vidrio.